# Paradanta

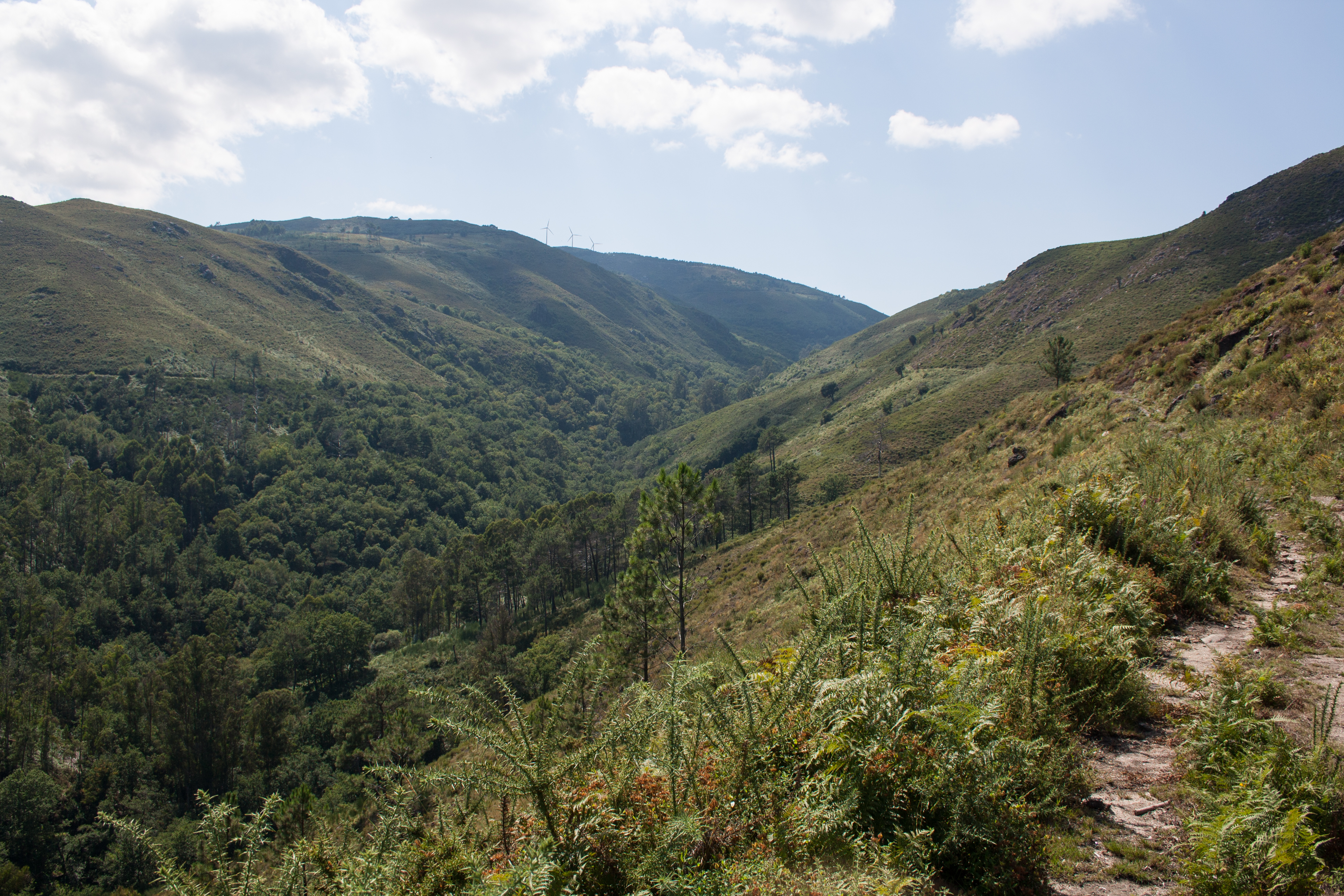
Vista de los Montes da Paradanta, en el municipio de A Cañiza.

Paradanta es una montaña situada entre los municipios de A Cañiza y Covelo, al sur de Galicia en la provincia de Pontevedra. Forma parte de los montes de la Paradanta, un sistema montañoso que discurre entre los municipios de A Cañiza, Arbo y As Neves.
Tiene una altitud de 954 m sobre el nivel del mar. Da nombre a una comarca de la que es capital A Cañiza. En su ladera norte, se encuentra en santuario de Ntra. Sra. de A Franqueira, importante centro de peregrinación de creyentes católicos en la que se celebra todos los años una romería.